# 삼각김밥

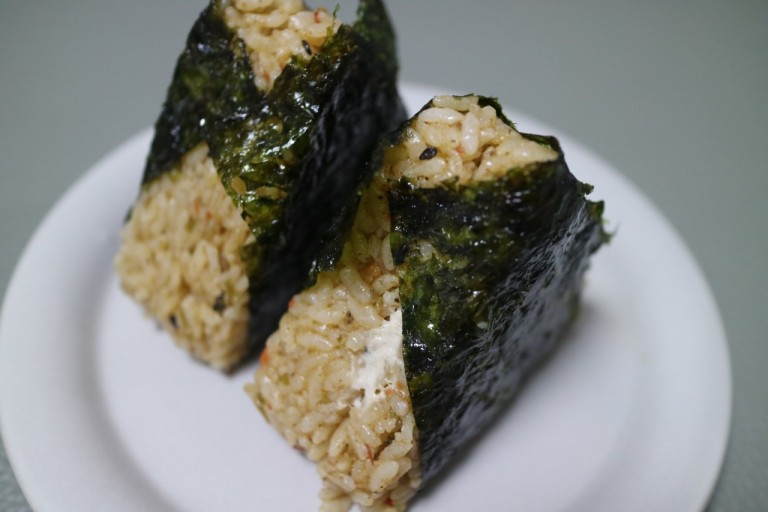
참치마요 삼각김밥

삼각김밥은 일본의 오니기리를 인스턴트화한 즉석식품이다. 일본에서 처음 만들어졌으나 대한민국에서도 전파되어 한국식 입맛에 맞춰 어레인지되며 정착하였다.
삼각김밥의 유통기한은 대개 1일이며, 종류에 따라 다르지만 대개 140 ~ 200kcal 정도의 열량에 달한다. 전국의 편의점에서 유통되고 있으며, 집에서 간편히 만들어 먹을 수도 있다.

## 유래

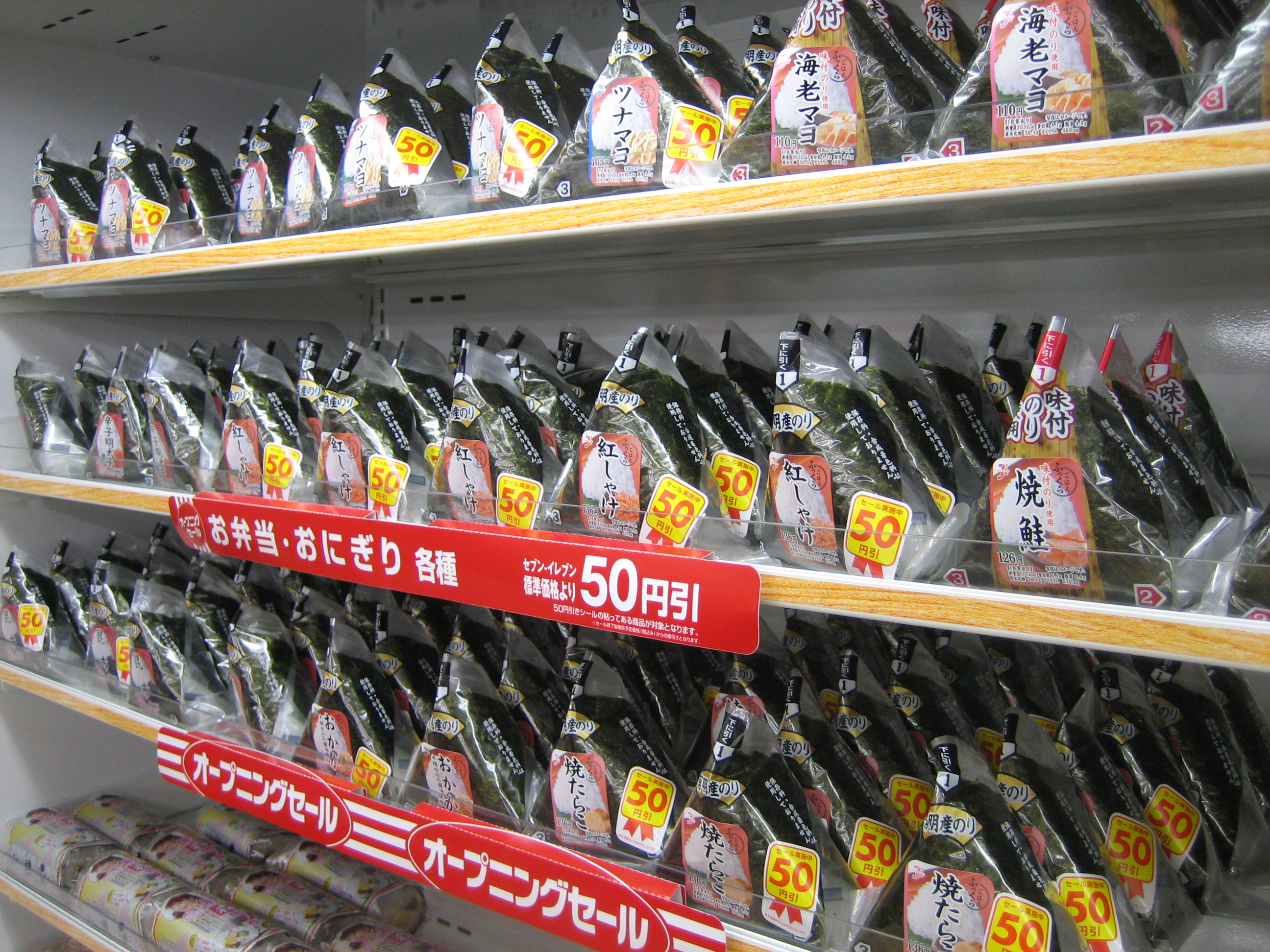
판매대에 진열된 삼각김밥

삼각김밥은 일본에서 처음 개발되었다. 원래 일본은 전통적으로 주먹밥문화가 발달되어 있었고, 둥근형의 주먹밥이 전통적인 형태에 가깝다. 현재와 같은 필름형 삼각김밥은 1980년대 일본에서 개발되었다. 일본에서는 오니기리라고 하며 주먹으로 쥔다는 뜻을 가지고 있다. 삼각김밥이 개발된 후 일본 편의점 시장의 급속한 발전이 이루어졌던 1980년대에 대중적인 상품으로 자리잡았으며, 국내에는 1980년대까지 일부 백화점에서만 판매되다가, 1990년대 초반부터 세븐일레븐에서 판매를 하고 있고 2000년대 초반에는 TV 광고를 실시하였다. 이후 CU와 GS25도 판매하기 시작했다.
처음에는 높은 가격과 한국인의 입맛에 맞지 않아 판매가 저조하였으나, 2000년대 초부터 편의점들이 가격을 내리고 각 편의점마다 품질과 맛을 개선, 그 이후로 현재 편의점의 대표상품이 되었다.
이제는 각 편의점마다 개성있고 독특한 맛의 삼각김밥들을 쉼 없이 개발하고 있어 삼각김밥의 다양성은 날이 갈수록 발달하고 있다.

### 발명
처음에 삼각김밥이 나왔을 때에 밥에 같이 붙어있던 김이 쉽게 눅눅해져 맛이 떨어지고, 베어먹기도 힘들어 큰 인기를 끌지 못하였다. 그러다가 일본의 한 가족이 소풍을 갈 때 삼각김밥을 준비해갔다고 한다. 그 때 김이 쉽게 눅눅해진 것을 보고 그 가족의 아버지가 밥과 김을 분리시켜 포장하는 방법을 발명했다고 한다. 현재 삼각김밥을 보면 중간에 빨간 띠를 한 바퀴 돌려 떼어낸 후 양쪽을 잡아 당기는 형식인데, 이것은 필름에 의해 밥과 김이 분리 되어 있다가 필름을 제거하면서 밥과 김이 붙게 되는 원리이다. 따라서 먹기직전에 밥을 김으로 싼 것과 같은 효과를 얻게 되어 바삭바삭 맛있는 김을 먹을 수 있게 되었다.

## 같이 보기
- 오니기리
- 김밥
- 주먹밥
- 편의점